# FMA I.Ae. 38 Naranjero
ФМА I.Ae. 38 «Наранхеро» (исп. Naranjero, «апельсиновый») — аргентинский средний транспортный самолёт. Разработан инженерами кордовского Института аэротехники во главе с эмигрантом из послевоенной Германии Реймаром Хортеном. Всего был построен один прототип.

## История

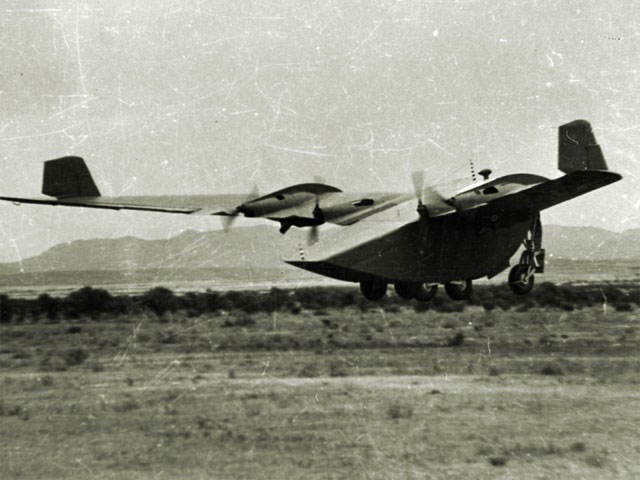
I.Ae. 38 Naranjero на испытаниях

В послевоенные 50-е годы в Аргентине, не обладавшей развитой транспортной инфраструктурой, возникла проблема транспортировки скоропортящихся продуктов. Фрукты и прочие продукты сельского хозяйства выбрасывались или закапывались в землю. Для решения этой проблемы в 1953 году в конструкторском бюро FMA началась разработка среднего транспортного самолёта. Так появился проект I.Ae. 38 Naranjero. «Наранхеро» разрабатывался на базе немецкого летательного аппарата времен Второй мировой войны Horten Ho VIII. Конструкция самолёта была полностью готова в 1959 году. Первый полёт прототип совершил 10 декабря 1960 года, под управлением лётчика-испытателя Рохелио Мануэля Баладо (исп. Rogelio Manuel Balado). В связи с политическими событиями в Аргентине, развитием дорожной сети, а также, тем, что фирма не смогла обеспечить проект более мощными двигателями, работа над I.Ae. 38 была прекращена.

## Конструкция
Самолёт представлял собой моноплан с высокорасположенным крылом с углом стреловидности 36,5°. Аэродинамическая схема — «летающее крыло». Шасси пятиопорное, с убирающейся носовой стойкой. Транспортник оснащался четырьмя поршневыми двигателями I.Ae. 16 El Gaucho мощностью 450 л. с. Грузовая кабина объёмом 23 м² вмещала до шести тонн груза (отсюда и произошло название, так как самолёт собирались использовать для транспортировки апельсинов) и имела широкий разгрузочный люк типа «крокодил». Топливо (1450 литров) размещалось в крыльях.

## Тактико-технические характеристики
Источник данных: 

Технические характеристики
- Экипаж: 2
- Длина: 13,50 м
- Размах крыла: 32,0 м
- Высота: 4,6 м
- Площадь крыла: 133,00 м²
- Масса пустого: 8500 кг
- Максимальная взлётная масса: 16 000 кг
- Силовая установка: 4 × ПД I.Ae. 16 El Gaucho
- Мощность двигателей: 4 × 450 л.с.

Лётные характеристики
- Максимальная скорость: 252 км/ч
- Крейсерская скорость: 215 км/ч
- Практическая дальность: 1250 км
- Практический потолок: 8000 м